# جو باربیری
جو باربیری (انگلیسی: Joe Barbieri؛ زادهٔ ۱۴ دسامبر ۱۹۷۳) خواننده، ترانه‌پرداز و موسیقی‌دان اهل ایتالیا است.